# Hi-hat

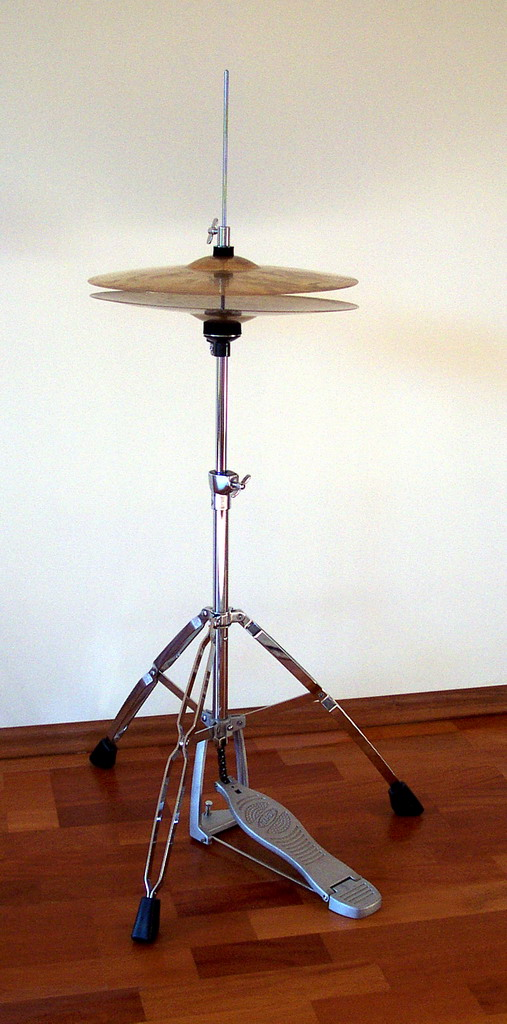
Przykład hi-hatu gotowego do gry.

Hi-hat, rzadziej hi hat – instrument muzyczny z grupy idiofonów, będący częścią zestawu perkusyjnego. Najczęściej występuje w rozmiarach 14" i 13".
Zbudowany jest z dwóch talerzy perkusyjnych, zamontowanych na statywie zwanym brake machine lub brake-maszyna. Talerze ustawione są względem siebie wewnętrznymi powierzchniami. Górny z nich przykręca się do metalowego pręta, będącego częścią brake-maszyny. Talerz górny jest ruchomy, dolny zaś nieruchomy, ale nie jest usztywniony. Możliwa jest regulacja kąta nachylenia dolnego talerza względem górnego, co wpływa na zmianę dźwięku przy hi-hacie otwartym i półotwartym. Wspomniany mechanizm uruchamiany jest tzw. "stopą", będącą analogią do stopy bębna basowego.
Możliwe jest pięć metod grania na hi-hacie:
- przy otwartym (zwolnionym mechanizmie) - wydaje głośny, szeleszczący dźwięk
- przy półotwartym - dźwięk łagodniejszy niż przy otwartym, lecz z lekkim szelestem
- przy zamkniętym - wydaje cichszy, selektywny dźwięk
- granie nogą z domknięciem - efekt podobny do grania na zamkniętym hi-hacie
- granie nogą z otwarciem - wydaje również głośny i szeleszczący dźwięk, ale znacznie różniący się od grania przy zwolnionym mechanizmie.

## Nuty
Zapis nuty do hi-hatu na nutach przeznaczonych do grania na zestawie perkusyjnym wygląda następująco:
| (audio)                                      | \| (info) \| \| Przykład gry na zamkniętym hi-hacie, 41 KB \| \| (info) \| \| Przykład gry na otwartym hi-hacie, 58 KB \| \| (info) \| \| Przykład gry stopą na hi-hacie, 48 KB \| \| Problem ze ściągnięciem pliku? Zobacz pomoc. \| |
| (info)                                       | |
| Przykład gry na zamkniętym hi-hacie, 41 KB   | |
| (info)                                       | |
| Przykład gry na otwartym hi-hacie, 58 KB     | |
| (info)                                       | |
| Przykład gry stopą na hi-hacie, 48 KB        | |
| Problem ze ściągnięciem pliku? Zobacz pomoc. | |